# Silvà dels Setanta
Silvà és esmentat al Nou Testament (Fets, en diverses cartes de Pau i 1 Pere) com a co-escriptor o transcriptor d'algunes d'aquestes obres. Més tard es va convertir en bisbe de Tessalònica i va morir màrtir.
En la tradició ortodoxa oriental s'assumeix que és un dels Setanta deixebles, els seguidors de Jesús enviats per ell a Lluc. ［Lc 10:1］
Silvà és probablement la mateixa persona que Silas, que també és esmentant a diversos llocs en el Nou Testament.
Silvà és un deixeble de l'apòstol Pau i a ell s'hi refereix en la segona carta als Corintis :
| « | Déu n'és testimoni fidel: la paraula que us adrecem no és ara sí, ara no. El Fill de Déu, Jesucrist, que hem anunciat entre vosaltres, tant jo com Siles i Timoteu, no ha estat mai ara sí, ara no: en ell només hi ha el sí! ［2 Cor 1:18-19］ | » |

Silvà va ser també assistent de l'apòstol Pere, el qual, en el seu missatge diu: 
| « | Valent-me de Silvà, que considero un germà fidel, us he escrit breument per exhortar-vos i donar testimoni que aquesta és la veritable gràcia de Déu, en la qual us heu de mantenir. ［1 Pe 5:12］ | » |

L'Església Ortodoxa celebra la seva festivitat el 12 d'agost (30 de juliol segons el calendari gregorià).